# Manuel Barroso
José Manuel Durão Barroso IPA, [ʒu'zɛ mɐnu'ɛɫ du'ɾɐ̃ũ bɐ'ʁozu]), portugalski politik, * 23. marec 1956, Porto, Portugalska.
Durão Barroso je diplomiral iz prava na Univerzi v Lizboni in magistriral iz ekonomskih in socialnih ved na Univerzi v Ženevi. Svojo akademsko pot je nadaljeval kot docent na Pravni fakulteti na Univerzi v Lizboni in na oddelku za politologijo Univerze Georgetown (Washington DC), kjer je tudi doktoriral. Po vrnitvi v Lizbono je postal direktor oddelka za mednarodne odnose na Univerzi Lusiad.
Od 6. junija 2002 je bil portugalski ministrski predsednik. S tega položaja je odstopil 29. junija 2004, ko se je posvetil obveznostim prihodnjega predsednika Evropske komisije.